# Anabarhynchus hudsoni
Anabarhynchus hudsoni är en tvåvingeart som beskrevs av Lyneborg 1992. Anabarhynchus hudsoni ingår i släktet Anabarhynchus och familjen stilettflugor. Inga underarter finns listade i Catalogue of Life.